# Верхний Тасуркай
Верхний Тасуркай (бур. Дээдэ Таhархай) — село в Приаргунском районе Забайкальского края России. Входит в состав сельского поселения «Усть-Тасуркайское». Основано в 1816 году.

## География
Село находится в западной части района на расстоянии примерно 53 километров (по прямой) к западу от посёлка городского типа Приаргунск. 

## Климат
Климат характеризуется как резко континентальный, с длительной морозной малоснежной зимой и коротким тёплым летом. Среднегодовая температура воздуха по району отрицательная и варьируется в пределах от -−4°С до — 3,5°С. Средняя температура самого холодного месяца (января) составляет −26 — −29°С (абсолютный минимум — −56 °С), температура самого тёплого (июля) — 18 — 20°С (абсолютный максимум — 38 °С). Безморозный период длится в среднем от 90 до 110 дней в году. Среднегодовое количество атмосферных осадков составляет 300—350 мм.
Часовой пояс
Село Верхний Тасуркай находится в часовой зоне МСК+6. Смещение применяемого времени относительно UTC составляет +9:00.

## Население
| 2002 | 2010 | 2021 |
| ---- | ---- | ---- |
| 345  | ↘255 | ↘190 |

Национальный состав
Согласно результатам переписи 2002 года, в национальной структуре населения русские составляли 96% из 345 чел.

## Инфраструктура
В селе функционируют начальная школа, дом культуры и фельдшерско-акушерский пункт.